# Liefde en patiënten
Liefde en patiënten is het 1ste stripverhaal van En daarmee Basta! De reeks wordt getekend door striptekenaarsduo Wim Swerts & Vanas. Tom Bouden neemt de scenario's voor zijn rekening. De strips worden uitgegeven door de Standaard Uitgeverij. Het stripalbum verscheen in maart 2006.

## Personages
In dit verhaal spelen de volgende personages mee:
- Joost, Kathy, Stijn, Ruben, Bert, Patsy, Isa

## Verhaal
Bert is de vader van Joost en Ruben. Jong getrouwd, jong gescheiden. Een eeuwige optimist. Hij laat soms wat over zich heen lopen en de jongens kunnen makkelijk hun eigen zin doen, tot wanneer Patsy in hun leven komt. Op het moment dat Bert een allergische reactie krijgt na het eten van vis, krijgt Patsy een allergische reactie van pasta. Het toeval bestaat dat Bert in het ziekenhuis zo Patsy letterlijk tegen het lijf loopt. Bert wordt smoorverliefd op Patsy. Met alle gevolgen van dien, Patsy komt meteen inwonen bij Bert en zijn zonen. Ook de dochter van Patsy komt inwonen en die zorgt voor problemen.

## Trivia
- Op strook 12 is er op de televisie, F.C. De Kampioenen te zien, weliswaar in de getekende versie zoals in de stripreeks. We herkennen duidelijk de personages Balthazar Boma en Marc Vertongen als stripfiguren.